# Коржевская волость
Коржевская волость — административно-территориальная единица в составе Карсунского уезда Симбирской губернии. Административный центр — село Коржевка.

## История
Волость образована в результате земской реформы Александра II 1861 года.
В ходе укрупнения волостей, 7 июня 1928 года Коржевская волость была упразднена, а её территория включена в состав Карсунского района.

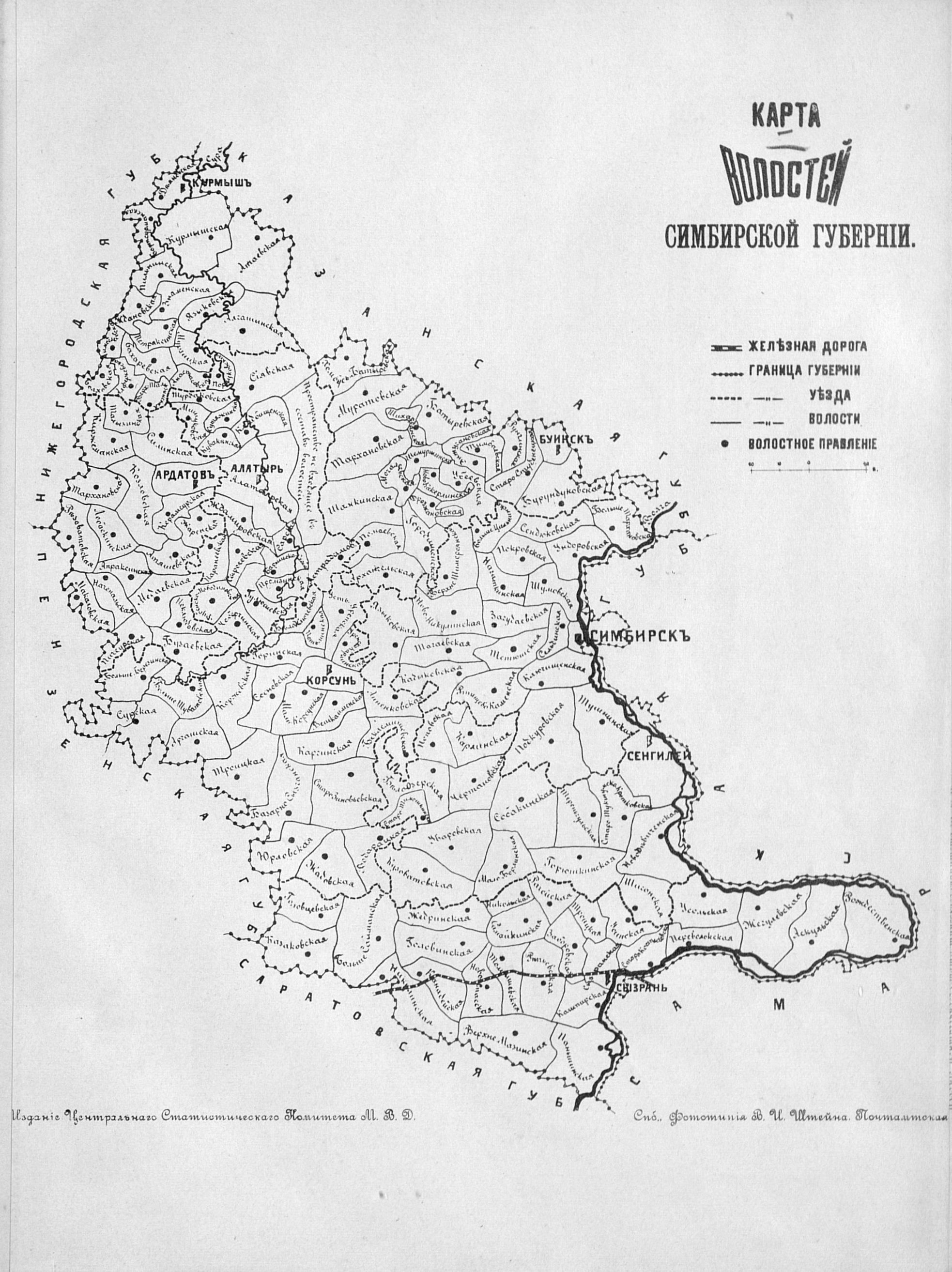
Карта волостей Симбирской губернии на 1892 г.

Ныне территория бывшей Коржевской волости входит в состав Инзенского и Карсунского районов Ульяновской области.

## Административное деление
На 1887 год в состав Коржевской волости входили: Коржевка, Чумакино, Проломиха, Кунеево (ныне с. Новосурск), Енгалычево (Барышево, Болятино), Тальская фабрика (ныне в с. Проломиха), Бахметьевка, Дракино, Чамзинка, Челдаево, Шлемас, а также хутора и усадьбы.
На 1890 год в Коржевской волости было: 11 селений, 2018 крестьянских дворов, в которых жило 14353 человек.
В 1913 году в состав Коржевской волости входили следующие населённые пункты:  Беловодье, Большое Шуватово, Дракино, Енгалычево (Барышево, Болятино), Ермаки, Коноплянка, Коржевка, Чамзинка, Челдаево, Чумакино, Шлемас.
В 1918 году была введена новая единица местного органа власти и административно-территориального деления — сельсовет. Была проведена новая граница административно-территориального деления Коржевской волости, в которую вошли: Беловодье, Большое Шуватово, Малое Шуватово, Дракино, Ермаки, Коноплянка, Коржевка, Кунеево (ныне с. Новосурск), Палатово, Погибелка (ныне с. Красносурское), Александровка, Ростислаевка, Проломиха с Тальской фабрикой, Сосновка, Стрельниково, Сухой Карсун с д. Жемковка, Уразовка, Чамзинка, Челдаево, Чумакино, Шлемас. 
По состоянию на 1 января 1928 года, список сельсоветов Коржевской волости не изменился.